# Niels Ryberg Finsen
Niels Ryberg Finsen (Tórshavn (Faeröer), 15 december 1860 – Kopenhagen, 24 september 1904) was een Deens arts die bekend werd door zijn ontdekking van een behandeling van een aantal ziekten zoals tuberculose met licht van gedefinieerde golflengte waarvoor hij in 1903 de Nobelprijs voor de Geneeskunde kreeg.

## Biografie
Finsen werd geboren op de Deens eilandengroep Faeröer als zoon van Hannes Steingrim Finsen en Johanne Fröman. Hij studeerde geneeskunde aan de universiteit van Kopenhagen, waar hij in 1890 promoveerde. Later werd hij in Kopenhagen hoogleraar in de dermatologie.
In 1893 toonde Finsen aan dat rood licht de genezing van huidletsels bij pokkenpatiënten bevordert en vond dat bij lupus vulgaris (vorm van huidtuberculose) ultraviolette stralen heilzaam werken. Dit was het begin van de lichttherapie: in 1895 werd te Kopenhagen op zijn initiatief het Finsen Medisch Lichtinstituut opgericht. Hij overleed jong, op zijn drieënveertigste jaar, aan de gevolgen van een pericarditis constrictiva.

## Externe link

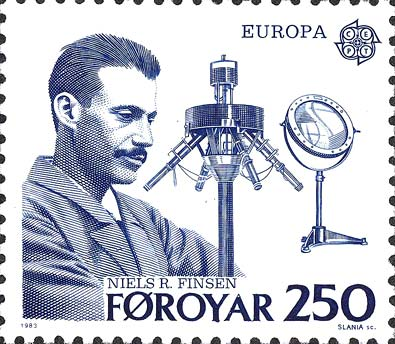
Finsen op een postzegel van de Faeröer.